# 李悅彤
李悅彤（1987年11月6日—），原名李婷，女，香港演員，拍攝電視劇及電影，參與TVB綜藝電視節目《耳分高下》，擔任SING之天使其中一角「檸檬」及在TVB電視劇《南華夢飛翔》飾演「細Mon」，擔任電影 《四非》女主角。

## 生平

### 早期生活
曾於香港航空任職空姐，其後加入模特兒公司。

### 出道過程
李悅彤於出道初期演藝道路並不平坦，其後在TVB綜藝節目擔任天使成員以及在青春劇擔任女主角。2012年，發表其處女作歌曲〈幸福頭像〉，此曲曾於TVB勁歌金榜中連續3星期上榜，最高位置第7名，亦同時拍攝同名微電影〈幸福頭像〉，並於港台劇集《沒有牆的世界III》「煦日」飾演精神病康復者（Rachel）而大獲好評，其後參與電影《喜愛夜蒲2》演出。2012年12月，於雅虎微電影中擔任微電影「傷戀時間」的女主角。2015年主演電影《四非》女主角，由黃柏基執導，周柏豪主演。

## 個人生活
2014年5月26日，李悅彤被香港媒體拍到與已婚的香港導演彭順（彭順妻子為李心潔）出遊親密接吻的影片，引發婚外情風波。事件爆出後，李悅彤神隱並關閉個人網路帳號的評論功能，並刪除微博所有貼文與留言，但仍保留與彭順的合照。2014年5月28日，導演彭順聯合妻子李心潔發表聲明協議共同面對，攜手同行。李悅彤其後刪除在微博與導演彭順的親密合照，引發關注。
風波落幕3日後，香港九龍啟晴邨發生槍擊案，50歲疑兇李德仁於翌日吞槍自殺。其長女李婷的背景資料與李悅彤一致，被傳媒懷疑是同一人。據傳媒報導，李悅彤於6月3日與其母親到沙田富山殮房辦理認屍手續後，已經由落馬洲返回中國大陸，行縱成迷。。2014年7月19日有線欲拍以真實個案為題的單元電視劇「大凶捕」，李悅彤飾演自己啟晴邨槍擊案槍手女兒，李悅彤稱考慮。2014年7月20終於網上現身訴說對父親的思念，但對彭順事件隻字不提。9日後李於網上稱重新出發，為復出鋪路，但於同年8月16日正式婉拒有線單元電視劇「大凶捕」的拍攝。
2015年李悅彤與已婚澳門富商鮑偉業（Ivan）為朋友。2018年年初與鮑偉業結婚，婚後同年報導懷孕5個月。同年10月李悅彤剖腹誕下重7.5磅的兒子。

## 戲劇作品

### 電影/微電影
- 《幸福頭像》(微電影)
- 《情約快活谷》(香港賽馬會 一連五集)
- 《喜愛夜蒲2》
- 《黑色喜劇》
- 《姻緣電影》(微電影)
- 《傷戀時間》(微電影)
- 《四非》

### 音樂錄影帶
- 動漫劇《甜心格格》片尾曲-〈天使公主〉（單曲）
- 陳柏宇〈理智與感情〉MV

### 電視劇集與節目

#### TVB
- 《耳分高下》
- 電視電影《南華夢飛翔》
- 《星級廚房》嘉賓（TVB生活台）
- 電視劇《畢打自己人》
- 《翡翠歌星紅白鬥》
- 《勁歌金曲》
- 《2012十大勁歌金曲頒獎典禮》
- 《音樂360》
- 《TVB8金曲榜》
- 《音樂無間》

#### 有線電視
- 《專訪—李悦彤一生中錯愛》
- 《帶阿媽去旅行》

#### 香港電台
- 《廉政行動2011》飾演apple
- 《手語隨想曲》
- 《音樂動起來》
- 《沒有牆的世界III》飾演Rachel

## 廣告代言
- Reebok Freestyle廣告
- 檸檬利賓納廣告
- 政府宣傳片-綠色生活
- 政府宣傳片-全城戒煙篇
- 政府奧運宣傳片
- 屈臣士謝安琪-Love Your Body自家品牌廣告
- 福斯汽車廣告
- 徐福記新年糖廣告（內地播放）
- 迪士尼聖誕宣傳廣告-雪亮篇
- 2009年 TVB香港小姐選舉宣傳片
- TVB劇集台宣傳片
- 秦皇天下Online Game廣告
- Mask house 面膜廣告
- 秦皇天下Online Game代言人
- 動漫劇《甜心格格》主角代言
- Mask house 面膜廣告代言
- 髮型產品-Liese花王
- TVB週刊-Beauty版
- 數碼雙週Cover Girl
- 香港賽馬會宣傳廣告
- 張達明舞台劇棟篤笑平面廣告宣傳
- 著名形象專門店-Touchup婚紗攝影
- 秦皇天下Online Game廣告
- Mask house 面膜廣告
- 香港國際機場翱翔活力10公里長跑比賽運動雜誌宣傳

## 公益活動
- 《全城健康日》-醫生直說-坐言起行活動表演嘉賓
- 懲教署-月餅義賣活動

## 外部連結
- 李悅彤的Facebook專頁
- 李悅彤的新浪微博
- 李悅彤在香港影庫上的簡介
- 李悅彤在互联网电影资料库（IMDb）上的資料（英文）